# Обединский, Александр Петрович
Александр Петрович Обединский (род. 15 апреля 1955) — советский и украинский ватерполист, главный тренер ватерпольного клуба «Ильичёвец». Тренер национальной сборной Украины (с 2000 по 2005 годы). Заслуженный тренер Украины.

## Биография
Спортивную карьеру Александр Обединский начинал в новосибирском клубе «Динамо». С 1974 по 1984 годы — капитан клуба «Азов» (в дальнейшем «Ильичевец», с 2013 года «Мариуполь»).
С 1984 года — на тренерской работе, с декабря 1995 года — главный тренер «Ильичёвца».
C 1996 по 2000 годы тренировал юношескую, а с 2000 по 2005 — национальную сборную Украины.
Сын — капитан ватерпольной сборной Украины Евгений Обединский (1983—2022).